# Rada Szury
Rada Szury (arab.مجلس الشورى, w niektórych źródłach nazywana Zgromadzeniem Szury) – izba wyższa parlamentu Egiptu, złożona z 264 członków powoływanych na sześcioletnią kadencję, przy czym co trzy lata odnawiana jest połowa składu. 88 członków mianowanych jest przez prezydenta Egiptu. Pozostali pochodzą z wyborów bezpośrednich, przeprowadzanych w 57 wielomandatowych okręgach wyborczych. Stosuje się ordynację większościową. 
Czynne prawo wyborcze posiadają osoby w wieku co najmniej 18 lat, posiadające obywatelstwo Egiptu od co najmniej 5 lat. Głosować nie mogą osoby skazane za niektóre rodzaje przestępstw oraz takie, które w okresie pięciu lat poprzedzających wybory podlegały ubezwłasnowolnieniu. Wyborcami mogą być osoby obu płci, przy czym o ile dla kobiet głosowanie jest całkowicie dobrowolne, o tyle mężczyźni mają obowiązek udać się do urn pod rygorem grzywny.
Kandydatami mogą być osoby w wieku co najmniej 30 lat, biegle czytające i piszące oraz posiadające uregulowany stosunek do służby wojskowej. Osoby naturalizowane mogą kandydować tylko pod warunkiem posiadania egipskiego ojca oraz upływu co najmniej 10 lat od naturalizacji. W Radzie nie mogą zasiadać pracownicy sektora rządowego, samorządowcy oraz osoby zatrudnione w firmach zagranicznych. 